# Araneus vulvarius
Araneus vulvarius là một loài nhện trong họ Araneidae.
Loài này thuộc chi Araneus. Araneus vulvarius được Tord Tamerlan Teodor Thorell miêu tả năm 1898.